# St. Wendelin (Herbolzheim)

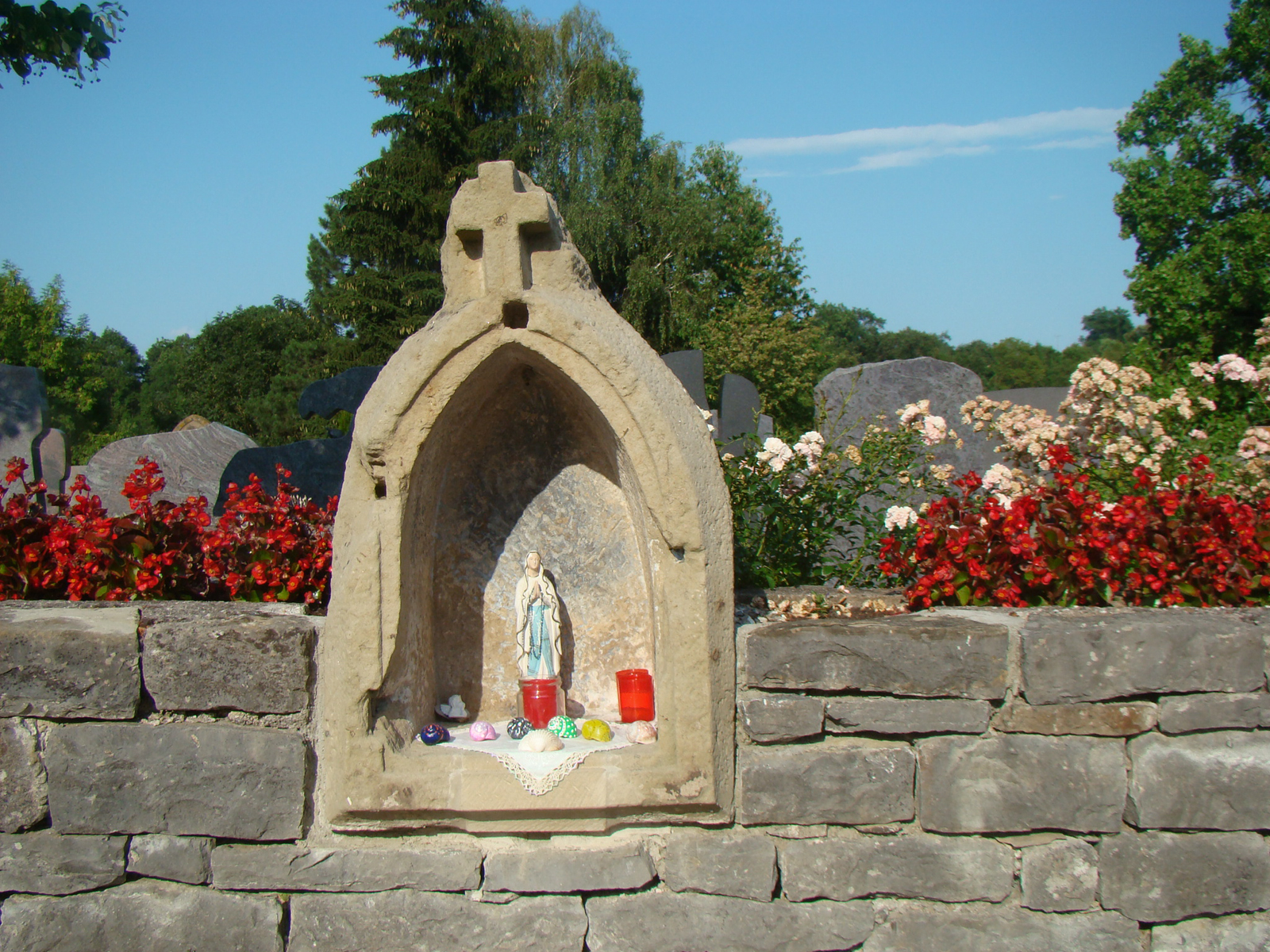
Gotische Nische aus der Kirche St. Wendelin, vermauert am einstigen Platz der Kirche in der Friedhofsmauer in Herbolzheim

Die Kirche St. Wendelin war die älteste Kirche in Herbolzheim, einem Ortsteil der Gemeinde Neudenau im Landkreis Heilbronn. Sie befand sich am rechten Ufer der Jagst im heutigen Friedhof. Der Turm der Kirche wurde 1784 wegen Baufälligkeit abgerissen, das im 14. Jahrhundert erneuerte Langhaus 1825. Von der Kirche hat sich eine in der Friedhofsmauer vermauerte gotische Nische erhalten, in der einst eine als Totenmännle bekannte Holzfigur verwahrt wurde.

## Geschichte
Der älteste neuzeitliche Siedlungskern von Herbolzheim befand sich am rechten Jagstufer. Dort entstand auch die erste Kirche des Ortes. Während man den Ort nach den Ungarneinfällen im frühen 10. Jahrhundert auf einen Höhenzug am gegenüberliegenden linken Jagstufer verlegt hat, blieben der Friedhof und die Kirche auf der rechten Uferseite erhalten. Die Kirche St. Wendelin war älter als der sie umgebende Friedhof, da das ursprüngliche Begräbnis etwas weiter westlich stattfand und man den heutigen Friedhof bei der Kirche erst um 1200 angelegt hat.
Über das Aussehen der Kirche und ihre Baugeschichte ist nur wenig bekannt. In Analogie zur Gangolfskapelle in Neudenau nimmt man an, dass der Turmsockel der älteste Bauteil der Kirche war und noch aus der Zeit der Romanik stammte. Über das Langhaus dieser Bauepoche ist nichts mehr bekannt. Das Langhaus wurde wohl etwa im 14. Jahrhundert im Stil der Gotik erneuert. Bauliche Überreste des Langhauses sind die heute noch an der Stelle der Kirche auf dem Friedhof vermauerte steinerne gotische Nische sowie ein hölzerner gotischer Fries, der später in ein Wohnhaus in der Herbolzheimer Kreßbachstraße versetzt wurde.
Während des Bauernkriegs 1525 war Oswald Lewer Pfarrer in Herbolzheim. Er predigte bereits nach lutherischer Lehre und rief zur Beteiligung an den Bauernaufständen auf, wofür er sich später vor Gericht zu verantworten hatte. Zwar sprach man ihn von den Vorwürfen der Aufwieglerei frei, doch wurde er 1530 in Tübingen dennoch hingerichtet, weil er sich inzwischen den Täufern angeschlossen hatte. Aufgrund der Zugehörigkeit zu Kurmainz und trotz einiger Streitigkeiten wegen des Patronatsrechts blieb Herbolzheim auch während der Reformation im 16. Jahrhundert katholisch.
Die Wendelinskirche am anderen Jagstufer als der Ort brachte manche Beschwernis mit sich. Die Dorfbewohner hatten die Jagst über einen hölzernen Steg zum Gottesdienst zu überqueren, bevor 1761 die erste steinerne Jagstbrücke errichtet wurde. Um im Ort die Glocken läuten zu können, wurde dort eine bereits im 17. Jahrhundert erwähnte Kapelle errichtet. In der zweiten Hälfte des 18. Jahrhunderts entschloss man sich schließlich, am Platz jener Kapelle einen Kirchenneubau zu errichten. Mit dem Bau der dort heute noch befindlichen alten Kilianskirche (sie hat inzwischen an anderer Stelle mit der heutigen Kirche St. Kilian ebenfalls ein Nachfolgebauwerk erhalten) wurde 1770 begonnen. 1780 konnte die Kirche eingeweiht werden.
Nach der Einweihung der Kilianskirche wurde 1784 der Turm der Wendelinskirche wegen Baufälligkeit abgerissen. Seine Steine hat man zur Reparatur der durch Eisgang beschädigten steinernen Jagstbrücke von 1761 verwendet. Das Langhaus blieb noch einige Jahrzehnte erhalten, bevor man es wegen Einsturzgefahr 1825 schließlich auch zum Abriss freigab.
Der ursprünglich ovale und ummauerte Friedhof, auf dem sich St. Wendelin befunden hatte, wurde 1839 in einer rechteckigen Form neu angelegt. In die dabei neu entstandenen Mauern hat man an der Stelle der alten Kirche eine gotische Nische vermauert, die einst wohl als Tabernakelschrein gedient hat. In der Nische wurde noch für längere Zeit eine uralte Holzfigur verwahrt, die zuletzt kopflos und stark wurmstichig war. Da sich an der Figur noch Reste einer Schäfertasche erkennen ließen, glaubt man, dass die Holzfigur ursprünglich eine Wendelinsfigur war. Da das Patrozinium der alten Kirche jedoch zeitweilig in Vergessenheit geriet, wurde die Figur traditionell nur als Totenmännle bezeichnet. Zu unbekanntem Zeitpunkt ging das Männle verloren. Die vermauerte Nische hat die Zeit bis heute auf dem Friedhof überdauert.